# 第24装甲師団 (ドイツ国防軍)
第24装甲師団（だい24そうこうしだん、ドイツ語: ’’24. Panzer Division”’’）は第二次世界大戦中、ドイツ国防軍陸軍に編成された装甲師団である。1942年に東部戦線で活動したがスターリングラードの戦いで壊滅した。その後1943年に再編成され、1945年5月にソビエト軍に降伏した。

## 歴史

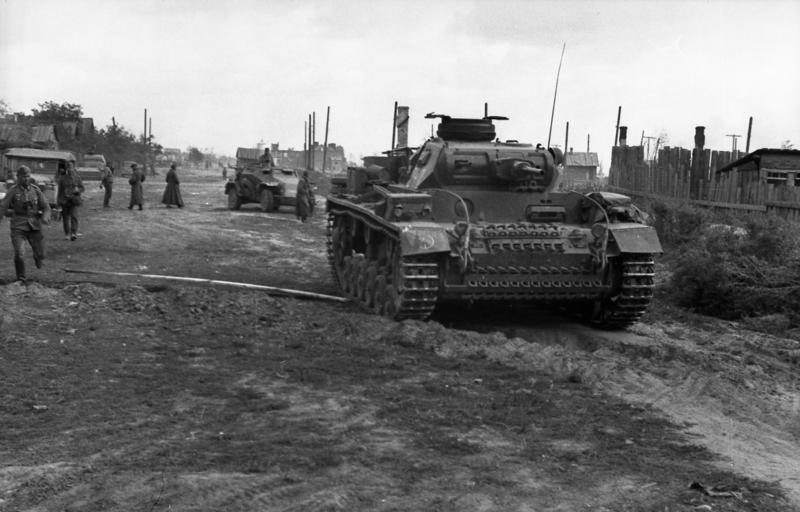
第24装甲師団所属のIII号指揮戦車
スターリングラード, 1942年

第二次世界大戦勃発後の1939年11月、国防軍第1騎兵旅団を師団規模に拡大する形で第1騎兵師団が編成された。
第1騎兵師団はオランダ侵攻作戦において、防御が薄い戦略上の重要地点ではない部分を担当した。その後、オランダが降伏するとフランス侵攻にも終結間近に参加した。バルバロッサ作戦では中央軍集団に所属して活動し、その後機甲部隊への改編のため東プロイセンに後退した。そして1941年11月28日、ケーニヒスベルクにて第1騎兵師団をもとに第24装甲師団が編成された。
1942年6月、第24装甲師団は南方軍集団傘下の第4装甲軍に所属し、ヴォロネジの占領に参加した。しかし、12月下旬にはスターリングラードにて包囲され壊滅した。
1943年3月から6月頃にかけて、第24装甲師団はフランス北部ノルマンディー地方のリジューで再編成された。1943年7月頃には第24装甲師団はイタリア北部に移動し治安維持や沿岸警備に従事し、9月にはイタリア軍の武装解除作戦にも関わった 。その後、1943年10月頃には激戦を極める東部戦線のキエフ/ドニエプル方面に送られた。1944年の春の期間、部隊は第一次トゥルグ・フルモス攻防戦と第一次ヤッシー＝キシナウ攻防戦に従事した。終戦近くになると、ポーランド、ハンガリーとスロバキアで活動した。1945年5月、第24装甲師団の一部の部隊はシュレースヴィヒ＝ホルシュタインに撤退し、そこでイギリス軍に降伏したが、残存の部隊は東プロイセンにてソビエト軍に降伏した。
第24装甲師団の戦車兵の多くは彼らの師団のルーツから、ピンク色の機甲科の兵科色ではなく騎兵科の黄色の兵科色を用いた戦闘服を着用していた。

## 指揮官
- 1941年11月28日 – 1942年4月15日：クルト・フェルト騎兵大将
- 1942年4月15日 – 1942年9月12日：ブルーノ・リッター・フォン・ハウシルト（英語版）中将（英語版）
- 1942年9月12日 – 1943年1月31日：アルノ・フォン・レンスキー（英語版）少将（英語版）
- 1943年3月1日 – 1944年8月1日：マクシミリアン・フォン・エーデルスハイム装甲兵大将
- 1944年8月1日 – 1945年3月25日： グスタフ＝アドルフ・フォン・ノスティッツ＝ヴァールヴィッツ（英語版）少将
- 1945年3月25日 – 1945年5月8日：ルドルフ・フォン・クネベル＝デーべリッツ少佐